# عقد 430 هـ
عقد 430 هـ هو الفترة بين عام 430 إلى 439 في التقويم الهجري، أي العشر سنوات الرابعة من القرن الخامس الهجري.